# زبان گویشی با ارتش و ناوگان است
«زبان گویشی با ارتش و ناوگان است» یک عبارت قصار دربارهٔ چگونگی تمایز میان یک گویش و یک زبان است. این عبارت تأثیر شرایط اجتماعی و سیاسی بر درک جامعه از وضعیت زبان یا گویش را نشان می‌دهد. این سخن را زبان‌شناس اجتماعی و پژوهشگر ییدیش ماکس واینریش رواج داد. او در یکی از سخنرانی‌های خود آن را از زبان یکی از حضار شنیده بود.

## واینریش
این جمله را معمولاً به ماکس واینریش، زبان‌شناس ییدیش نسبت می‌دهند که آن را این گونه به زبان ییدیش بیان می‌کند:
אַ שפּראַך איז אַ דיאַלעקט מיט אַן אַרמיי און פֿלאָט
a shprakh iz a dialekt mit an armey un flot